# L.F. Wade International Airport
LF Wade International Airport (IATA:BDA, ICAO:TXKF), tidigare Bermuda International Airport, är den största och enda flygplatsen på ön och det brittiska territoriet Bermuda. Flygplatsen ligger cirka 1 mil från Bermuda huvudstad Hamilton. Flygplatsen har en passagerarterminal och en godsterminal. Flygplatsen bytte namn till LF Wade international Airport år 2007 och uppkallades efter L. Frederick Wade som var ledare för ett av de större partierna på Bermuda. Flygplatsen kan ta emot större flygplan, bland annat Boeing 777 och Boeing 747. Flygplatsen var en av den amerikanska rymdfärjans nödlandningsplatser.
1970–1995 var flygplatsen en amerikansk flygbas, Naval Air Station Bermuda.

## Destinationer
År 2006 åkte ungefär 900 000 passagerare till och från flygplatsen . Följande flygbolag trafikerar flygplatsen:

### Reguljära destinationer
| Flygbolag              | Destinationer                                                     |
| ---------------------- | ----------------------------------------------------------------- |
| Air Canada             | Toronto-Pearson, Halifax Stanfield International Airport [säsong] |
| Southwest Airlines     | Baltimore-Washington [säsong]                                     |
| American Airlines      | Miami, New York-JFK                                               |
| British Airways        | London-Gatwick                                                    |
| Delta Airlines         | Atlanta, Boston, New York-LaGuardia                               |
| United Airlines        | Newark                                                            |
| Jetblue Airways        | New York-JFK, Boston [säsong]                                     |
| US Airways             | Philadelphia, Charlotte [säsong], Washington [säsong]             |
| WestJet                | Toronto-Pearson                                                   |
| Omni Air International | Phoenix [charter]                                                 |